# Ceromitia synneura
Ceromitia synneura is een vlinder uit de familie van de langsprietmotten (Adelidae). De wetenschappelijke naam van de soort is voor het eerst geldig gepubliceerd door Meyrick in 1921.
De soort komt voor in tropisch Afrika.